# Matiłda Popliłow
Matiłda Popliłow (bułg. Матилда Поплилов)  – bułgarska (do roku 1988) i izraelska brydżystka, World International Master (WBF), European Master oraz European Champion w kategorii Mixed (EBL).

## Wyniki brydżowe

### Olimpiady
Na olimpiadach uzyskała następujące rezultaty:
| Olimpiady brydżowe. Zawody teamów | Olimpiady brydżowe. Zawody teamów | Olimpiady brydżowe. Zawody teamów | Olimpiady brydżowe. Zawody teamów | Olimpiady brydżowe. Zawody teamów | Olimpiady brydżowe. Zawody teamów |
| Rok                               | Miejsce                           | Zawody                            | Kategoria                         | Drużyna                           | Pozycja                           |
| --------------------------------- | --------------------------------- | --------------------------------- | --------------------------------- | --------------------------------- | --------------------------------- |
| 2004                              | Stambuł                           | 12. Olimpiada Teamów              | Kobiety                           | Israel                            | 17                                |
| 2000                              | Maastricht                        | 11. Olimpiada Brydżowa            | Open                              | Israel                            | 17                                |
| 1996                              | Rodos                             | 10. Olimpiada Teamów              | Kobiety                           | Israel                            | 5                                 |
| 1988                              | Wenecja                           | 8. Olimpiada Teamów               | Kobiety                           | Bulgaria                          | 3                                 |

### Zawody światowe
W światowych zawodach zdobyła następujące lokaty:
| Mistrzostwa Świata. Konkurencja teamów | Mistrzostwa Świata. Konkurencja teamów | Mistrzostwa Świata. Konkurencja teamów                     | Mistrzostwa Świata. Konkurencja teamów | Mistrzostwa Świata. Konkurencja teamów | Mistrzostwa Świata. Konkurencja teamów |
| Rok                                    | Miejsce                                | Zawody                                                     | Kategoria                              | Drużyna                                | Pozycja                                |
| -------------------------------------- | -------------------------------------- | ---------------------------------------------------------- | -------------------------------------- | -------------------------------------- | -------------------------------------- |
| 2024                                   | online                                 | WBF Women’s Online Teams                                   | Kobiety                                | Israel Bridge Fed                      | 15                                     |
| 2023                                   | Marrakesz                              | 46th World Bridge Team Championships                       | Miksty                                 | Izrael                                 | 15                                     |
| 2023                                   | Marrakesz                              | 46th World Bridge Team Championships – Transnational Teams | Miksty                                 | Israel Mixed                           | 42                                     |
| 2022                                   | Wrocław                                | 16th World Bridge Series                                   | Miksty                                 | Hetz                                   | 46                                     |
| 2019                                   | Wuhan                                  | 44th World Bridge Teams Championships                      | Seniorzy                               | Bułgaria                               | 21                                     |
| 2016                                   | Wrocław                                | World Bridge Games                                         | Miksty                                 | Izrael                                 | 9                                      |
| 2010                                   | Philadelphia                           | 13th World Bridge Series                                   | Miksty                                 | Cushing                                | 25                                     |
| 2006                                   | Werona                                 | 12. Mistrzostwa Świata                                     | Kobiety                                | Penfold                                | 25                                     |
| 2004                                   | Stambuł                                | 3. Transnarodowe Mistrzostwa Świata Teamów Mikstowych      | Miksty                                 | Eti                                    | 11                                     |
| 2002                                   | Montreal                               | 11. Mistrzostwa Świata                                     | Open                                   | Attunity                               | 113                                    |
| 2001                                   | Paryż                                  | 35. Mistrzostwa Świata Teamów                              | Trans                                  | Poplilov                               | 36                                     |
| 2000                                   | Maastricht                             | 11. Olimpiada Brydżowa                                     | Miksty                                 | Israel                                 | 30                                     |

| Mistrzostwa Świata. Konkurencja par | Mistrzostwa Świata. Konkurencja par | Mistrzostwa Świata. Konkurencja par | Mistrzostwa Świata. Konkurencja par | Mistrzostwa Świata. Konkurencja par | Mistrzostwa Świata. Konkurencja par |
| Rok                                 | Miejsce                             | Zawody                              | Kategoria                           | Partner                             | Pozycja                             |
| ----------------------------------- | ----------------------------------- | ----------------------------------- | ----------------------------------- | ----------------------------------- | ----------------------------------- |
| 2022                                | Wrocław                             | 16th World Bridge Series            | Miksty                              | Nathan Hetz                         | 95 (41)                             |
| 2016                                | Wrocław                             | 2016 World Bridge Games             | Open                                | Danijela Birman                     | 16                                  |
| 2006                                | Werona                              | 12. Mistrzostwa Świata              | Open                                | Liło Popliłow                       | 149                                 |
| 2006                                | Werona                              | 12. Mistrzostwa Świata              | Miksty                              | Liło Popliłow                       | 89                                  |
| 2002                                | Montreal                            | 11. Mistrzostwa Świata              | Miksty                              | Liło Popliłow                       | 143                                 |
| 2002                                | Montreal                            | 11. Mistrzostwa Świata              | Kobiety                             | Migry Albu                          | 20                                  |
| 1998                                | Lille                               | 10. Mistrzostwa Świata              | Miksty                              | Liło Popliłow                       | 53                                  |

| Mistrzostwa Świata. Konkurencja indywidualna | Mistrzostwa Świata. Konkurencja indywidualna | Mistrzostwa Świata. Konkurencja indywidualna | Mistrzostwa Świata. Konkurencja indywidualna | Mistrzostwa Świata. Konkurencja indywidualna | Mistrzostwa Świata. Konkurencja indywidualna |
| Rok                                          | Miejsce                                      | Zawody                                       | Kategoria                                    | Pozycja                                      |                                              |
| -------------------------------------------- | -------------------------------------------- | -------------------------------------------- | -------------------------------------------- | -------------------------------------------- | -------------------------------------------- |
| 2004                                         | Werona                                       | 6 Indywidualne Mistrzostwa Świata            | Kobiety                                      | 18                                           |                                              |

### Zawody europejskie
W europejskich zawodach zdobyła następujące lokaty:
| Zawody europejskie. Konkurencja teamów | Zawody europejskie. Konkurencja teamów | Zawody europejskie. Konkurencja teamów    | Zawody europejskie. Konkurencja teamów | Zawody europejskie. Konkurencja teamów | Zawody europejskie. Konkurencja teamów |
| Rok                                    | Miejsce                                | Zawody                                    | Kategoria                              | Drużyna                                | Pozycja                                |
| -------------------------------------- | -------------------------------------- | ----------------------------------------- | -------------------------------------- | -------------------------------------- | -------------------------------------- |
| 2024                                   | Herning                                | 56. Drużynowe Mistrzostwa Europy          | Kobiety                                | Izrael                                 | 17                                     |
| 2023                                   | Strasburg                              | 10th European Transnational Championships | Miksty                                 | Arrow                                  | 38                                     |
| 2022                                   | Madeira                                | 55. Drużynowe Mistrzostwa Europy          | Miksty                                 | Izrael                                 | 7                                      |
| 2019                                   | Stambuł                                | 9th European Transnational Championships  | Seniorzy                               | Sagiv                                  | 18                                     |
| 2019                                   | Stambuł                                | 9th European Transnational Championships  | Miksty                                 | Sagiv                                  | 17                                     |
| 2017                                   | Montecatini Terme                      | 8th European Transnational Championships  | Miksty                                 | Tida Steli                             | 48                                     |
| 2017                                   | Montecatini Terme                      | 8th European Transnational Championships  | Open                                   | Six Flags                              | 19                                     |
| 2017                                   | Montecatini Terme                      | 8th European Transnational Championships  | Kobiety                                | Ciau Bella                             | 19                                     |
| 2014                                   | Opatija                                | 52. Drużynowe Mistrzostwa Europy          | Kobiety                                | Izrael                                 | 12                                     |
| 2012                                   | Dublin                                 | 51. Mistrzostwa Europy Teamów             | Kobiety                                | Israel                                 | 6                                      |
| 2010                                   | Ostenda                                | 50. Mistrzostwa Europy Teamów             | Kobiety                                | Israel                                 | 12                                     |
| 2009                                   | San Remo                               | 4. Otwarte Mistrzostwa Europy             | Miksty                                 | Dhondy                                 | 44                                     |
| 2007                                   | Antalya                                | 3. Otwarte Mistrzostwa Europy             | Kobiety                                | Penfold                                | 2                                      |
| 2007                                   | Antalya                                | 3. Otwarte Mistrzostwa Europy             | Miksty                                 | Dhondy                                 | 1                                      |
| 2004                                   | Malmö                                  | 47. Mistrzostwa Europy Teamów             | Kobiety                                | Israel                                 | 5                                      |
| 2003                                   | Mentona                                | 1. Otwarte Mistrzostwa Europy             | Miksty                                 | Sagiv                                  | 74                                     |
| 2002                                   | Salsomaggiore                          | 46. Mistrzostwa Europy Teamów             | Kobiety                                | Israel                                 | 15                                     |
| 2002                                   | Ostenda                                | 7. Mistrzostwa Europy Mikstów             | Miksty                                 | Sagiv                                  | 53                                     |
| 2000                                   | Bellaria                               | 6. Mistrzostwa Europy Mikstów             | Miksty                                 | Sagiv                                  | 73                                     |
| 1999                                   | Malta                                  | 44. Mistrzostwa Europy Teamów             | Kobiety                                | Israel                                 | 10                                     |
| 1997                                   | Montecatini                            | 43. Mistrzostwa Europy Teamów             | Kobiety                                | Israel                                 | 3                                      |
| 1992                                   | Ostenda                                | 2. Mistrzostwa Europy Mikstów             | Miksty                                 | Liberman                               | 19                                     |

| Zawody europejskie. Konkurencja par | Zawody europejskie. Konkurencja par | Zawody europejskie. Konkurencja par       | Zawody europejskie. Konkurencja par | Zawody europejskie. Konkurencja par | Zawody europejskie. Konkurencja par |
| Rok                                 | Miejsce                             | Zawody                                    | Kategoria                           | Partner                             | Pozycja                             |
| ----------------------------------- | ----------------------------------- | ----------------------------------------- | ----------------------------------- | ----------------------------------- | ----------------------------------- |
| 2023                                | Strasburg                           | 10th European Transnational Championships | Open                                | Nathan Hetz                         | 21                                  |
| 2019                                | Stambuł                             | 9th European Transnational Championships  | Miksty                              | Yehuda Sagiv                        | 182 (61)                            |
| 2019                                | Stambuł                             | 9th European Transnational Championships  | Seniorzy                            | Stella Sagiv                        | 47 (19)                             |
| 2017                                | Montecatini Terme                   | 8th European Transnational Championships  | Kobiety                             | Jovanka Smederevac                  | 20 (2)                              |
| 2017                                | Montecatini Terme                   | 8th European Transnational Championships  | Miksty                              | Liło Popliłow                       | 162 (53)                            |
| 2016                                | Budapeszt                           | 53. Drużynowe Mistrzostwa Europy          | Kobiety                             | Danijela Birman                     | 17                                  |
| 2009                                | San Remo                            | 4. Otwarte Mistrzostwa Europy             | Miksty                              | Liło Popliłow                       | 157                                 |
| 2007                                | Antalya                             | 3. Otwarte Mistrzostwa Europy             | Kobiety                             | Danijela Birman                     | 19                                  |
| 2007                                | Antalya                             | 3. Otwarte Mistrzostwa Europy             | Miksty                              | Liło Popliłow                       | 9                                   |
| 2005                                | Teneryfa                            | 2. Otwarte Mistrzostwa Europy             | Mikst                               | Liło Popliłow                       | 69                                  |
| 2003                                | Mentona                             | 1. Otwarte Mistrzostwa Europy             | Kobiety                             | Migry Albu                          | 88                                  |
| 2002                                | Ostenda                             | 7. Mistrzostwa Europy Mikstów             | Mikst                               | Jehuda Sagiw                        | 71                                  |
| 2001                                | Teneryfa                            | 45. Mistrzostwa Europy Teamów             | Kobiety                             | Michal Nosatzki                     | 6                                   |
| 2000                                | Bellaria                            | 6. Mistrzostwa Europy Mikstów             | Mikst                               | Jehuda Sagiw                        | 187                                 |
| 1999                                | Malta                               | 44. Mistrzostwa Europy Teamów             | Kobiety                             | Danijela Birman                     | 13                                  |
| 1997                                | Montecatini                         | 6. Mistrzostwa Europy Par Kobiet          | Kobiety                             | Danijela Birman                     | 139                                 |
| 1996                                | Monte Carlo                         | 4. Mistrzostwa Europy Mikstów             | Mikst                               | Liło Popliłow                       | 237                                 |
| 1992                                | Ostenda                             | 2. Mistrzostwa Europy Mikstów             | Mikst                               | Liło Popliłow                       | 43                                  |
| 1989                                | Turku                               | 39. Mistrzostwa Europy Teamów             | Kobiety                             | Newena Delewa                       | 3                                   |
| 1987                                | Brighton                            | 4. Mistrzostwa Europy Par                 | Kobiety                             | Newena Delewa                       | 1                                   |

## Klasyfikacja
- Matiłda Popliłow – klasyfikacja WBF (ang.)
- Matiłda Popliłow – klasyfikacja EBL (ang.)